# Slag bij Wittstock
De Slag bij Wittstock was een veldslag in 1636, tijdens de Dertigjarige Oorlog, tussen een Zweeds leger en een keizerlijk-Saksisch leger. De slag was een overwinning van de Zweden onder bevel van veldmaarschalk Johan Banér.

## Aanloop
Na de Zweedse nederlaag in de Slag bij Nördlingen en de Vrede van Praag (1635) was het Zweedse leger in het defensief en verstoken van zijn vroegere Duitse bondgenoten. Banér leidde in februari 1636 zijn leger Saksen binnen om het gebied van de vroegere Zweedse bondgenoot te plunderen. Het keizerlijke leger van Melchior von Hatzfeld trok echter noordwaarts op en nam in juli Maagdenburg in. Het dreigde om de Zweden te omsingelen. In plaats van zich terug te trekken naar Pommeren besloot Banér om de confrontatie aan te gaan. Hij sloot zich aan bij het Zweedse leger geleid door Alexander Leslie dat uit het westen kwam gemarcheerd. Het Zweedse leger was zo ongeveer 16.000 man sterk. Het vertrok vanuit Parchim ten zuiden van Rostock op zoek naar het keizerlijk-Saksisch leger. Dat leger was waarschijnlijk groter, misschien tot 23.000 man sterk. Hatzfeldt besloot een confrontatie uit te stellen omdat hij nog rekende op versterkingen voor zijn leger. Na enkele dagen manoeuvreren tussen de beide legers dwong Banér Hatzfeld toch tot een veldslag.

## Verloop
De veldslag vond plaats bij het Brandenburgse stadje Wittstock. Het keizerlijk-Saksisch leger van koos een gunstige positie op een heuvelrug. Nadeel was dat het leger geen gemeenschappelijk bevelhebber had, want Johann Georg van Saksen leidde zelf zijn troepen. Johan Banér leidde samen met Lennart Torstenson de Zweedse rechtervleugel, Alexander Leslie het midden (dat in reserve werd gehouden) en James King de linkervleugel. Banéer leidde zijn rechtervleugel om de linkervleugel van zijn tegenstander en zorgde zo voor grote verwarring. Daarna ontwikkelde de slag zich als een uitputtingsslag tussen de Zweedse linkerflank en het Zweedse centrum geleid door Leslie. De Zweden kwamen door onder grote druk te staan, maar ondertussen leidden King en Torsten Stålhandske een kwart van de Zweedse linkerflank in een lange mars rond de rechterflank van de tegenstander. Bij schemering konden ze het keizerlijk-Saksisch leger in de rug aanvallen. Tegelijk gooide Banér zijn laatste reserves in de strijd. Zo maakten de Zweden zich meester van de volledige artillerie van de vijand. Na het invallen van de duisternis trokken de resterende troepen van het keizerlijk-Saksisch leger zich terug maar moesten hun hele bagagetros prijsgeven.
De Zweden hadden ongeveer 3.300 doden en gewonden, wat een zware aderlating was. Het keizerlijk-Saksisch leger verloor echter veel meer troepen.

## Nasleep
Johan Banér had met zijn stoutmoedige actie aangetoond dat het Zweedse leger nog lang niet verslagen was. Hij zette zijn strategie van plundertochten diep in het gebied van de tegenstander met succes verder.